# ماساتاكا إيماي
ماساتاكا إيماي (باليابانية: 今井 雅隆) (2 أبريل 1959 في شيزوكا في اليابان – )؛ هو لاعب كرة قدم ياباني سابق كان يلعب كحارس مرمى.

## وصلات خارجية
- ماساتاكا إيماي على موقع الاتحاد الدولي (مؤرشف)  (الإنجليزية)
- ماساتاكا إيماي على موقع Soccerway.com (الإنجليزية)
- ماساتاكا إيماي على موقع عالم كرة القدم.نت (الإنجليزية)
- J.League Data Site (باليابانية)